# Dulcza Wielka
Dulcza Wielka – wieś w Polsce, położona w województwie podkarpackim, w powiecie mieleckim, w gminie Radomyśl Wielki, nad rzeczką Jamnicą.
| SIMC    | Nazwa      | Rodzaj     |
| ------- | ---------- | ---------- |
| 0828242 | Bielizny   | część wsi  |
| 0828259 | Chyb       | część wsi  |
| 0828319 | Dęba       | przysiółek |
| 0828265 | Grobla     | część wsi  |
| 0828271 | Koniec     | część wsi  |
| 0828288 | Łęg        | część wsi  |
| 0828325 | Podlesie   | przysiółek |
| 0828331 | Poręby     | przysiółek |
| 0828294 | Stara Wieś | część wsi  |
| 0828302 | Świerdże   | część wsi  |

W latach 1954–1960 wieś należała i była siedzibą władz gromady Dulcza Wielka, po jej zniesieniu w gromadzie Żarówka. W latach 1975–1998 wieś administracyjnie należała do województwa tarnowskiego.
Według stanu na 30 września 2012 Dulcza Wielka była największą pod względem liczby mieszkańców wsią w gminie Radomyśl Wielki. Powstała w XIV wieku jako „Dolszcza”. Po rozdziale na dwie osady ukształtowała się nazwa Dulcza Wielka. Właścicielami Dulczy Wielkiej byli Sulimowie, Ligęzowie, Radziwiłłowie, Raczyńscy, Forystowie.

## Historia
"Dulcza” jest nazwą dzierżawczą od rzeczownika osobowego „Dolko”. Nazwa ta wskazuje, że istotny wpływ na początek lokalizacji Dulczy Wielkiej miał człowiek o tym właśnie imieniu. Pierwsza wzmianka o miejscowości, w której występuje ona pod nazwą Dolszcza”, pojawiła się w księgach ziemskich pilźnieńskich w 1399r. Druga część nazwy Wielka pojawiła się dopiero na początku XV w. Wygląd wsi świadczy o tym, że była to osada łańcuchowa z domami wzdłuż drogi i łanami pól leżącymi prostopadle do niej. W miarę upływu lat wieś wydłużała się, aż podzielono ją na dwie części. W ten sposób z jednej części powstała Dulcza Mała.
Początek osady wiąże się z rodem Sulimów. Do 1427r. Dulcza Wielka była w posiadaniu Mikołaja i Klemensa Sulimów. Następnie zakupił ją syn Jana Ligęzy – Stanisław- i dołączył do dóbr przecławskich. W 1460 r. majątek odziedziczył jego syn - również Stanisław. Pod koniec XV w. współwłaścicielami klucza przecławskiego, a tym samym miejscowości, byli kolejni potomkowie rodu Ligęzów, a mianowicie czterej synowie Stanisława: Mikołaj, Stanisław, Feliks i Piotr. Od 1501 r. jako jedyny dziedzic pojawia się już tylko Mikołaj. Następnym właścicielem Przecławia i przyległości był jego syn Stefan, a kolejnym Hermolaus Ligęza. Początek XVIII w. to czas, kiedy wioska znalazła się w posiadaniu Radziwiłłów. W 1816 r. doszło do zawarcia związku małżeńskiego między Anną Radziwiłłówną a Atanazym Raczyńskim. Wtedy to w wyniku podziałów majątkowych Dulcza znalazła się posiadaniu rodu Raczyńskich. W 1885 r. właścicielem Dulczy Wielkiej i Wólki Duleckiej został hrabia Karol Edward Raczyński. Dwa lata później posiadłości dworskie w tych miejscowościach wraz z prawem propinacji zostały sprzedane Piotrowi i Annie Forystom. Na Forystach kończy się okres większej własności ziemskiej, która skupiona była w rękach jednego właściciela.
Dulcza Wielka była wsią stosunkowo dużą. W 1830 roku w 286 domach mieszkało ponad 1500 osób. Jako części wsi określono: Bielizny, Groblę, Koniec, Łęg, natomiast przysiółki to: Dęba, Podlesie, Poręby, Stara Wieś, Świerże, Nowa Wieś, Zagórze oraz Bania. Od 1870 r. funkcjonowała we wsi szkoła jednoklasowa, w latach późniejszych przekształcona w pięcioklasową. Jednym z pierwszych nauczycieli był Jan Zawiślak.
Dulczy Wielkiej nie ominęła rabacja galicyjska w 1846 roku. Gnębieni pańszczyzną chłopi splądrowali i zniszczyli dwór oraz zabili siedmiu jego mieszkańców, w tym dzierżawcę Raczyńskich- Rzuchowskiego. Aresztowano wówczas 30 osób. Dopiero reforma uwłaszczeniowa wprowadzona w 1848 r. przywróciła spokój we wsi.
W 1914 r. rozpoczęła się I wojna światowa, a zarazem bardzo ciężkie czasy dla wsi, która dwukrotnie była zajmowana przez wojska rosyjskie. Żołnierze zajmowali domy na kwatery, zabierali żywność. W maju 1915 na trzy dni zatrzymał się w Dulczy front. Wówczas, to ponownie do wsi wkroczyli Austriacy. Życie codzienne mieszkańców znalazło się pod nowym bardzo surowym rygorem okupacyjnym. Dla ściślejszej kontroli ludności polskiej zwiększono liczbę posterunków żandarmerii. Masowo rekwirowano żywność oraz wcielano w szeregi armii austriackiej wszystkich mężczyzn do 52 roku życia.
Radość związaną z odzyskaniem niepodległości w 1918 r. przyćmiła ciężka sytuacja bytowa. Pomimo przeżywanych trudności materialnych mieszkańcy Dulczy Wielkiej starali się radzić sobie najlepiej jak tylko potrafili.
Tak nadszedł okres międzywojenny. W tym czasie w naszej wiosce bardzo znaną postacią był Jan Leyko. Człowiek ten przez wiele lat uczył i kierował Szkołą Podstawową w Dulczy Wielkiej. Zbierał jednocześnie cenne medaliony, reprodukcje i oryginalne dzieła malarskie jak również wartościowe książki. Bardzo często odwiedzali go mieszkańcy i podziwiali zgromadzone przez niego zbiory.
W okresie międzywojennym miało miejsce jeszcze jedno istotne wydarzenie. Otóż już w 1925 r. zrodziła się inicjatywa budowy kościoła. Jednakże ze względu na biedę, nie można było zrealizować tych planów. Dopiero w 1935 r. Rada Gromadzka przekazała pod budowę nowej świątyni 2 morgi pola. I tak w ciągu dwóch miesięcy- sierpnia i września 1931 r.- postawiono drewniany kościółek. Pierwsza msza św. i jednocześnie poświęcenie świątyni miało miejsce 23 stycznia 1938 r.
Od tego czasu raz w tygodniu odprawiał tu msze święte wikariusz ze Zdziarca- ks. Józef Solak. Tak było do 1 sierpnia 1938r., kiedy to biskup Franciszek Lisowski powołał w Dulczy samodzielną parafię pod wezwaniem Trójcy Przenajświętszej. Pierwszym proboszczem został ksiądz Stanisław Szafrański, który funkcję tę sprawował do 1945 roku. Parafia w 1938 r. liczyła 1700 wiernych.
W 1939 roku wybuchła II wojna światowa, a wraz z nią przyszły ponowne zniszczenia, bieda i okupacja hitlerowska. Całe społeczeństwo, a więc i mieszkańcy Dulczy Wielkiej, rozpoczęli próby obrony własnej tożsamości poprzez uczestnictwo w różnych strukturach oporu społecznego. Dulcza weszła w skład Placówki ZWZ-AK Radomyśl Wielki, która wydawała gazetkę konspiracyjną ,,Odwet’’. Ponadto mieszkańcy wsi udzielali pomocy ludności żydowskiej, ryzykując przy tym życiem własnym oraz swojej rodziny. Najwięcej zniszczeń spowodowały działania przyfrontowe w 1944 roku. Wówczas to przez wieś przebiegała linia frontu, a mieszkańcy musieli na pół roku opuścić własne domy i szukać schronienia w okolicy.
17 stycznia 1945 r. ruszyła ofensywa radziecka i tym samym front odsunął się od wioski. Mieszkańcy powoli wracali do domów, ale z Dulczy Wielkiej zostały jedynie zgliszcza, ograbione gospodarstwa, zniszczone zagrody. Wieś w 95% została zniszczona i praktycznie przestała istnieć. Zniszczeniu uległ również kościół parafialny.
W 1946 r. probostwo objął ksiądz Kazimierz Kalinowski. Kierowany przez niego komitet parafialny podjął inicjatywę budowy nowego kościoła. W listopadzie 1951r. został poświęcony kamień węgielny pod jego budowę. Prace trwały pięć lat. W 1956 r. ks. biskup Karol Pękala dokonał uroczystego poświęcenia kościoła. W 1966 r. na emeryturę odszedł ksiądz Kalinowski, a jego miejsce zajął ksiądz Mieczysław Ryba. Udziałem nowego proboszcza, stał się gruntowny remont świątyni.
Po II wojnie światowej ważnym celem stało się znalezienie odpowiedniego budynku szkolnego, który mógłby pomieścić zwiększającą się liczbę dzieci. Początkowo funkcję tę spełniał stary budynek z trzema salami oraz kancelarią. Miejsca było bardzo mało, trudno było uczyć w takich warunkach, toteż ówczesny kierownik Jan Rolle, rozpoczął starania o budowę nowego budynku. W 1964 w ramach ogólnopolskiej akcji tysiąca szkół na tysiąclecie państwa polskiego rozpoczęto budowę nowego budynku szkoły. Prace trwały 2 lata.             22 sierpnia 1966 roku nowy budynek został oficjalnie otwarty.
W okresie powojennym Dulcza Wielka kilkakrotnie zmieniała przynależność administracyjną. Do połowy lat pięćdziesiątych wchodziła w skład gminy Radomyśl Wielki powiatu mieleckiego województwa rzeszowskiego. W 1975 roku przeszła w struktury utworzonego wówczas województwa tarnowskiego. Ostatnia zmiana miała miejsce w styczniu 1999 roku. Wówczas to Dulcza Wielka wraz z całą gminą Radomyśl Wielki weszła w skład powiatu mieleckiego województwa podkarpackiego.
Dulcza Wielka początkowo należała do rzymskokatolickiej parafii Zdziarzec. W roku 1938 erygowano tu samodzielną parafię pw. Trójcy Przenajświętszej należącą do dekanatu Radomyśl Wielki. Po wojnie w latach 1951–1956 wybudowano nowy kościół. Już od roku 1870 funkcjonowała tu szkoła jednoklasowa. Obecna 8-klasowa szkoła podstawowa mieści się w budynku wybudowanym w roku 1966 (tzw. 1000-latka). Szkołę wyremontowano gruntownie w latach 1999-2003. Od roku 1909 działa tu jednostka Ochotniczej Straży Pożarnej.
W Dulczy Wielkiej działa "LKS Jamnica Dulcza Wielka" (w sezonie 2013/2014 awansowała do dębickiej "A" klasy) oraz filia Gminnej Biblioteki Publicznej.
W miejscowości rośnie lipa drobnolistna Lipa św. Jana Nepomucena (wiek 150-170 lat, wysokość ok. 15–17 m, obwód 430 cm).